# Mikel Laboa
Mikel Laboa Mancisidor (15. lipnja 1934. – 1. prosinca 2008.) je bio baskijski pjevač.
Smatran za patrijarha baskijske glazbe, njegova glazba je imala utjecaj na mlađe generacije. Dokaz tome je album posvećen njemu  "Txerokee, Mikel Laboaren Kantak  "("Cherokee: Pjesme Miekal Laboe"), objavljen godine 1991. od strane raznih rock i folk glazbenih grupa mlađe generacije. Njegov album Bat-hiru ("Jedan-tri") je bio izabran u glasanju čitatelja lokalnih novina "Diario Vasco"  kao najveći baskijski album u povijesti. Skoro sve njegove pjesme su na baskijskom jeziku.

## Biografija
Mikel je rođen 15. lipnja 1934. u Pasaji, pokrajina Gipuskoa, u Španjolskoj Baskiji.
Proveo je gotovo dvije godine svog djetinjstva u gradu Lekeitio. Godine 1950.  studirao je medicinu i psihijatriju u Pamploni. On će stalno Balansirati svoju umjetničku karijeru sa svojom medicinskom karijerom, koja je počela na Neuropsihijatrijskoom odjelu u Patronato San Miguel u Donostiji, gdje je radio gotovo 20 godina.
Tijekom svojih studentskih godina on je postao zainteresiran za glazbu, pod utjecajem umjetnika kao što su Atahualpa Yupanqui i Violeta Parra. Pošavši njihovim stopama, Laboa bi se isto tako identificirao kao "politički umjetnik". Godine 1958. on je debitirao u Victoria kazalištu u Pamploni.
Tijekom 1960-ih je, zajedno s drugim baskijskim umjetnicima, osnovao kulturnu skupinu „ Ez Dok Amairu „("Ne postoji 13 "), koja je tražila na množe načine način kako revitalizirati baskijku kulturu, dugo vremena potisnutu pod Francovima režimom. Oni posvetio svoj fokus na oživljavanje i društveni baskijskog jezika. Unutar ove skupine Laboa je došao do svoje vlastite, pojavljujući se kao premijerni primjerak nečega što je Benito Lertxundi nazvao  "nova baskijska glazba". 
Laboina glazba može se opisati kao spoj tradicije, poezije i eksperimentalizma, ali obdaren snažnim osobnim dodirom i jedinstvenim glasom. Njegovo djelo kombinira stare standarde reinterpretirane u modernom stilu, lirike od autora poput Bertolta Brechta i prikladne skladbe. Posebno treba spomenuti njegove reakcije na temelju eksperimentalnih pjesama i onomatopejskim zvukovima.
Njegov album  „Bat-Hiru“ iz 1974. dobio je naziv " najbolji album u povijesti, " u anketi čitatelja novina Diario Vasco prije nekoliko godina. Neke od njegovih najpopularnijih pjesama već su postale klasici u baskijske glazbe, osobito „Txoria txori“, njegova najpoznatija pjesma. Ostale istaknute pjesme uključuju „Gure Hitzak“ ( " Naše riječi"), „Haika mutil and Baga, biga, higa“  (također u suradnji sa Orfeón Donostiarra  Arhivirana inačica izvorne stranice od 24. rujna 2015. (Wayback Machine)).
Laboa je bio kreativna snaga tijekom 35 godina, do duboko u starost dok ga je krhko zdravlje nije odvuklo daleko od pozornice. On je često će surađivati s jazz glazbenikom Iñakijem Salvadorom Orfeon Donostiarra . Neki od njegovih najpoznatijih pjesama su uključene u La pelota vasca ("baskijska pelota" ) ,dokumentarni film Julija Medeme. 11. srpnja 2006, Laboa je zadnji put nastupio, otvarajući " Koncert za mir " Boba Dylana Donostiji.
Zanimljivo obilježje naslova njegovih albuma je činjenica da su numerički. Ovaj običaj je započeo godine 1974 s izdavanjem albuma „bat hiru“ ( 1-3). Album 2, s pjesmama na temelju spisa Brechta, bio je zabranjen od strane cenzora Francova režima.
Njegov konačni doprinos bio je s grupom "Naizroxa"  iz Pasaie gdje je doprinio prvoj i jedinoj pjesmi na prvom disku, "Iqharaturic". 
Laboa je umro 1. prosinca 2008. u bolnici u Donostiji, u dobi od 74 godine.